# Gigantengrab von Palatu

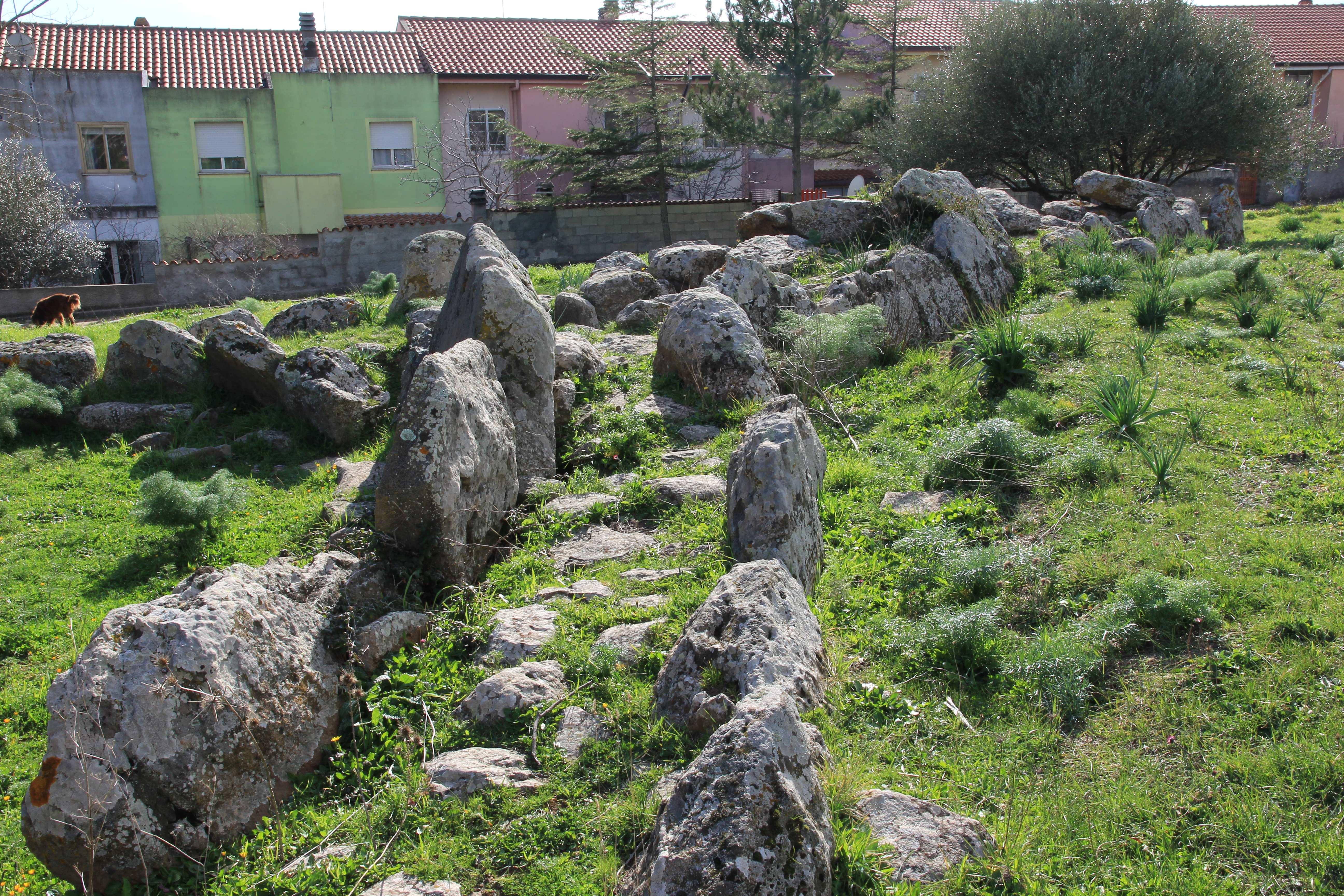
Gigantengrab von Palatu

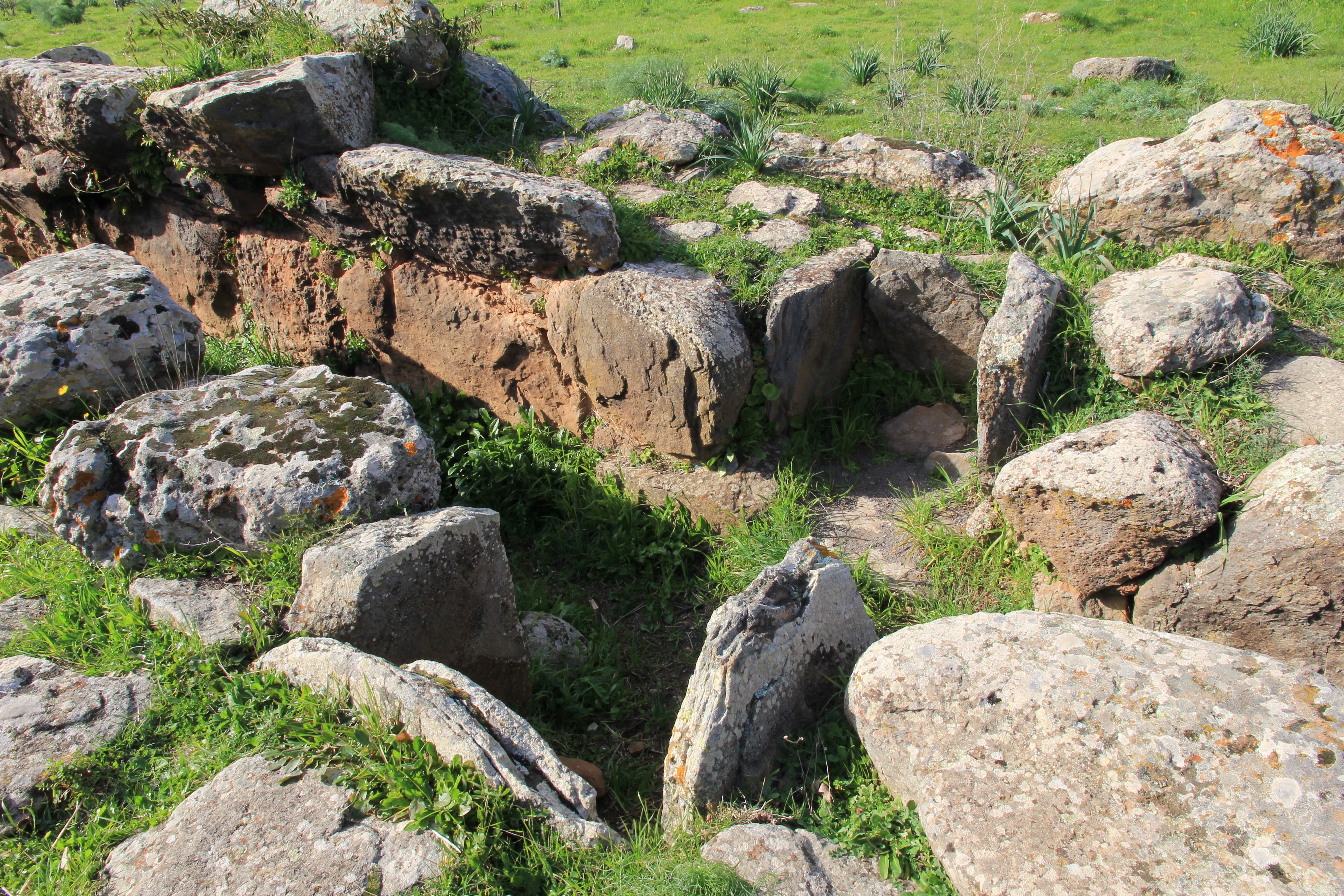
Die Seitennischen

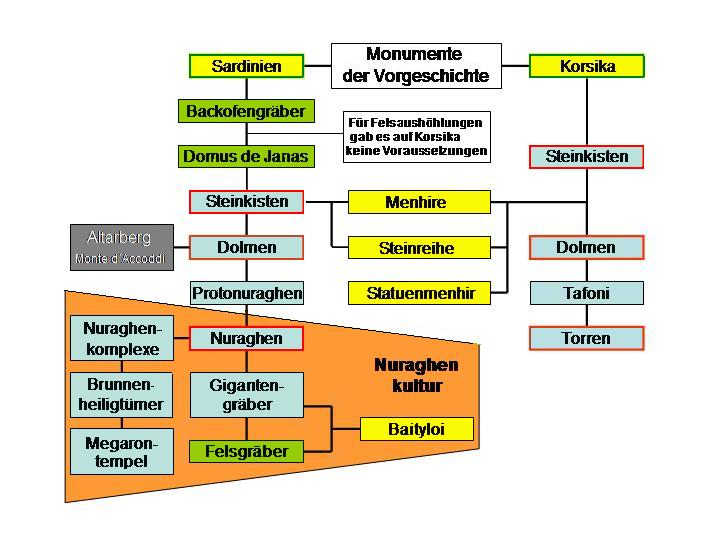
Typenfolge sardischer Megalithen

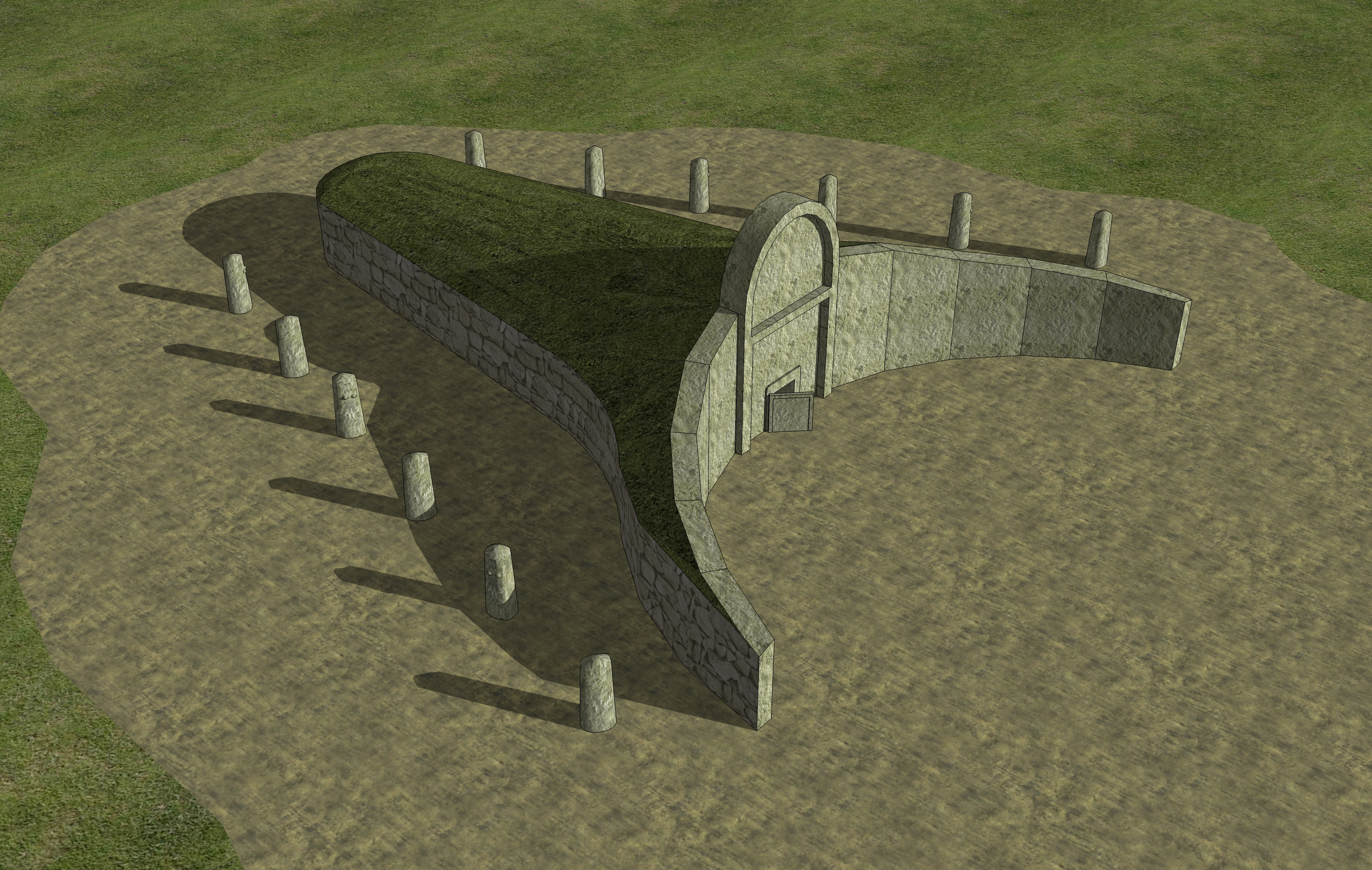
Modell mit Portalstelen-Exedra

Das Gigantengrab von Palatu (auch Palattu) liegt wie das Gigantengrab von Lassia in den Ausläufern des Marghine am Rande des Dorfes Birori, in der Provinz Nuoro auf Sardinien. Die in Sardu „Tumbas de los zigantes“ und auf Italienisch (plur.) „Tombe dei Giganti“ genannten Bauten sind die größten pränuraghischen Kultanlagen Sardiniens und zählen europaweit zu den spätesten Megalithanlagen. Die 321 bekannten Gigantengräber sind Monumente der bronzezeitlichen Bonnanaro-Kultur (1.800–1.500 v. Chr.), die Vorläuferkultur der Nuragher ist.

## Typenfolge
Baulich treten Gigantengräber in zwei Varianten auf. Die Anlagen mit Portalstelen und Exedra gehören zum älteren Typ. Bei späteren Anlagen besteht die Exedra aus einer in der Mitte deutlich erhöhten Quaderfassade aus bearbeiteten und geschichteten Steinblöcken. Das Gigantengrab Palatu ist eine Anlage des älteren Typs (mit Portalstele).

## Beschreibung
Das Nordwest-Südost orientierte Grab besteht aus dem rechteckigen Kammerteil (Länge 14,5 m, Breite 4,0 bis 4,3 m) mit Apsis und einer flachen Exedra (11,7 m breit und 3,25 m tief). Die Wand der Kammer und die Exedra bestehen aus großen Platten. Die Kammer hat innen eine Länge von 11,55 m, eine Breite von 1,1 m und einen vorstehenden Sockel aus mittelgroßen Steinen. Der umgebende Boden war, ebenso wie ein Teil der Exedra, ursprünglich gepflastert. Die Kammer hat innen, nahe dem Zugang gegenüberliegend zwei viereckige Wandnischen. Die linke Nische (0,85 Meter breit, 0,6 m tief und 0,84 Meter hoch) wird durch drei Seitenplatten und den Boden gebildet. Die Nische auf der rechten Seite ist ähnlich gebaut. Der Boden der Nischen ist leicht erhöht (30 cm) und besteht aus zwei Steinen. Die Seitenflügel der Exedra bestehen aus acht abgebrochenen Orthostaten (Dicke etwa 0,30 m, mit Breiten von 1,1 bis 1,75 m und Höhen von 2,25 bis 1,25 m), während die Portalstele, die den Zugang zur Grabkammer bildete, ausgegangen ist. Am Fuß der Exedra lag ein Bankaltar aus mittelgroßen Blöcken.
Der Dolmen von Sarbogadas liegt in der Nähe.